# Kałuszyn (powiat legionowski)
Kałuszyn – wieś sołecka w Polsce położona w województwie mazowieckim, w powiecie legionowskim, w gminie Wieliszew.
| SIMC    | Nazwa   | Rodzaj     |
| ------- | ------- | ---------- |
| 1053978 | Derlacz | przysiółek |

Wieś duchowna Kozussino położona była w 1580 roku w powiecie warszawskim ziemi warszawskiej województwa mazowieckiego. W latach 1975–1998 miejscowość należała administracyjnie do województwa warszawskiego.
Wierni Kościoła rzymskokatolickiego należą do parafii św. Jana Marii Vianneya w Skrzeszewie.